# Николаи (лунный кратер)
Кратер Николаи (лат. Nicolai) — крупный древний ударный кратер в юго-восточной материковой области видимой стороны Луны. Название присвоено в честь немецкого астронома Фридриха Бернгарда Николаи (1793—1846) и утверждено Международным астрономическим союзом в 1935 г. Образование кратера относится к нектарскому периоду.

## Описание кратера
Ближайшими соседями кратера являются кратер Мавролик на западе; кратер Бух на западе-северо-западе; кратер Бюшинг на северо-западе; кратер Риччи на севере; кратер Велер на северо-востоке; кратер Дове на юго-востоке; кратер Спалланцани на юге и кратер Бароцци на западе-юго-западе. Селенографические координаты центра кратера 42°28′ ю. ш. 25°52′ в. д. / 42,47° ю. ш. 25,87° в. д., диаметр 40,5 км, глубина 2420 м.
Кратер Николаи имеет циркулярную форму и значительно разрушен. Вал сглажен, перекрыт множеством мелких кратеров, в северной части отмечен приметным маленьким чашеобразным кратером. Внутренний склон вала гладкий, сравнительно широкий. Высота вала над окружающей местностью достигает 1050 м, объем кратера составляет приблизительно 1300 км³. Дно чаши плоское, затоплено и выровнено лавой, испещрено множеством мелких кратеров. В северной части чаши находится приметный маленький чашеобразный кратер.

## Сателлитные кратеры
| Николаи | Координаты                                            | Диаметр, км |
| ------- | ----------------------------------------------------- | ----------- |
| A       | 42°28′ ю. ш. 23°36′ в. д. / 42,47° ю. ш. 23,6° в. д.  | 13,7        |
| B       | 43°13′ ю. ш. 25°16′ в. д. / 43,21° ю. ш. 25,26° в. д. | 12,4        |
| C       | 44°07′ ю. ш. 28°54′ в. д. / 44,12° ю. ш. 28,9° в. д.  | 25,6        |
| D       | 41°47′ ю. ш. 25°35′ в. д. / 41,78° ю. ш. 25,58° в. д. | 5,8         |
| E       | 40°41′ ю. ш. 25°16′ в. д. / 40,68° ю. ш. 25,26° в. д. | 12,2        |
| G       | 42°54′ ю. ш. 22°19′ в. д. / 42,9° ю. ш. 22,32° в. д.  | 10,5        |
| H       | 43°34′ ю. ш. 26°43′ в. д. / 43,57° ю. ш. 26,72° в. д. | 17,7        |
| J       | 40°39′ ю. ш. 22°02′ в. д. / 40,65° ю. ш. 22,04° в. д. | 7,8         |
| K       | 42°53′ ю. ш. 28°05′ в. д. / 42,89° ю. ш. 28,09° в. д. | 22,2        |
| L       | 44°17′ ю. ш. 25°42′ в. д. / 44,29° ю. ш. 25,7° в. д.  | 10,8        |
| M       | 42°31′ ю. ш. 29°00′ в. д. / 42,52° ю. ш. 29,0° в. д.  | 10,2        |
| P       | 43°13′ ю. ш. 29°38′ в. д. / 43,22° ю. ш. 29,63° в. д. | 28,2        |
| Q       | 42°32′ ю. ш. 30°01′ в. д. / 42,53° ю. ш. 30,01° в. д. | 29,4        |
| R       | 41°34′ ю. ш. 25°52′ в. д. / 41,56° ю. ш. 25,87° в. д. | 5,5         |
| Z       | 40°58′ ю. ш. 21°28′ в. д. / 40,96° ю. ш. 21,47° в. д. | 22,1        |

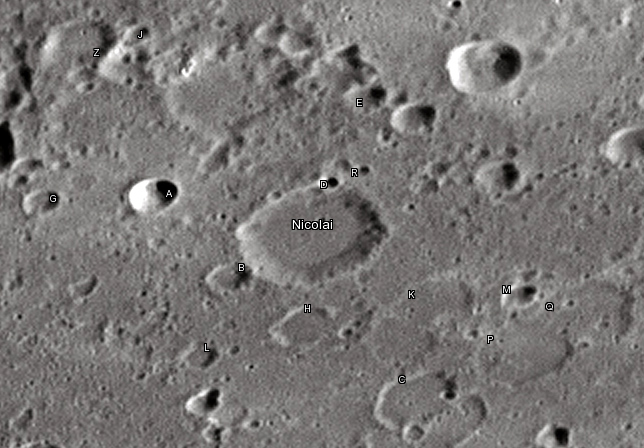
Снимок Девида Кемпбелла.

- Сателлитные кратеры Николаи E и Николаи G включены в список кратеров с яркой системой лучей Ассоциации лунной и планетарной астрономии (ALPO)[5].

## См.также
- Список кратеров на Луне
- Лунный кратер
- Морфологический каталог кратеров Луны
- Планетная номенклатура
- Селенография
- Минералогия Луны
- Геология Луны
- Поздняя тяжёлая бомбардировка